# Rasalas
Rasalas (Mi del Lleó / μ Leonis) és un estel en la constel·lació del Lleó. Té magnitud aparent +3,88 i es troba a 124 anys llum del sistema solar.

## Nom
Situat en la part nord del cap del lleó, el nom de Rasalas prové d'una paraula àrab que precisament al·ludeix a la seva posició. Els àrabs anomenaven a aquest estel i a Ras Elased Australis (ε Leonis) Al Ashfār, «les celles».
Mi del Lleó també rep els noms de Ras Elased Borealis —Borealis significa nord en llatí— i Alshemali.

## Característiques
Rasalas és una gegant taronja de tipus espectral K2III amb una temperatura efectiva de 4500 K. Té una lluminositat 65 vegades superior a la del Sol i un radi 13 vegades més gran que el radi solar. La seva massa és entre un 50 % i un 70 % major que la massa solar. A diferència d'altres gegants taronges en que el seu interior l'heli es transforma en carboni i oxigen, Rasalas es troba en un estadi primerenc de la seva evolució, amb un nucli d'heli encara contraient-se. A causa d'això, la seva lluentor anirà en augment —en un factor entre 10 i 20— en els propers 50 milions d'anys.
També cal assenyalar l'elevada metal·licitat d'aquest estel ([Fe/H] = +0,31), amb un contingut relatiu de ferro que duplica a l'existent en el Sol. Això implica una gran abundància en metalls en el lloc de naixement de l'estel. Així mateix és una geganta molt rica en cianogen —igual que φ Aurigae o 18 Librae —, i ha estat també catalogat com a K2IIbCN2.